# Кабінет-музей «геології і мінералогії»
Музей «геології і мінералогії» – Кабінет-музей на кафедрі ґрунтознавства Державного біотехнологічного університету.

## Історія
Музей «геології і мінералогії» фактично бере початок з року заснування факультету агрохімії та ґрунтознавства (1946 р.). Тодішній директор Харківського сільськогосподарського інституту ім. В. В. Докучаєва академік О. Н. Соколовський запросив відомого геолога кандидата геолого-мінералогічних наук, доцента О. О. Кірєєва  читати курс «Геології з основами мінералогії» для студентів факультету.[джерело?]
На кафедрі ґрунтознавства, яка у складі факультету розміщалась у м. Харкові, вул. Дзержинського (тепер Мироносицька), 92, почав формуватись кабінет мінералогії і петрографії. Зразки гірських порід і мінералів студенти і викладачі збирали у різних місцях м. Харкова і найближчих областей під час навчальних практик з геології і ґрунтознавства. 
У 1977 р. за ініціативи завідуючого кафедри ґрунтознавства проф. О. М. Грінченка була закуплена колекція гірських порід і мінералів у м. Свердловськ (нині Єкатеринбург – на Уралі), де виготовлялись навчальні колекції.[джерело?]
Навчальну колекцію відібрали і підготували для експозиції на кафедрі доц. Кірєєв О. О. і тоді ще асистент Тихоненко Д. Г .
На той період колекцію гірських порід і мінералів розмістили на другому поверсі, де була територія кафедри ґрунтознавства, у приміщенні по вулиці Дзержинського, 92.[джерело?]
У 1977 р. кафедра ґрунтознавства разом з агроуніверситетом перебазувались з м. Харкова на землі навчально-дослідного господарства «Докучаєвське» (тоді «Комуніст») у четвертий, новозбудований корпус, де розмістився факультет агрохімії і ґрунтознавства. Перебазуванням музею керувала доц. Чесняк О. А., яка в той час читала курс «Геологія з основами мінералогії».
Нині кабінет-музей «геології і мінералогії» розташований в ауд. 4-117 на кафедрі ґрунтознавства  Державного біотехнологічного університету (навч. міст. у сел. Докучаєвське).[джерело?]

## Експозиція

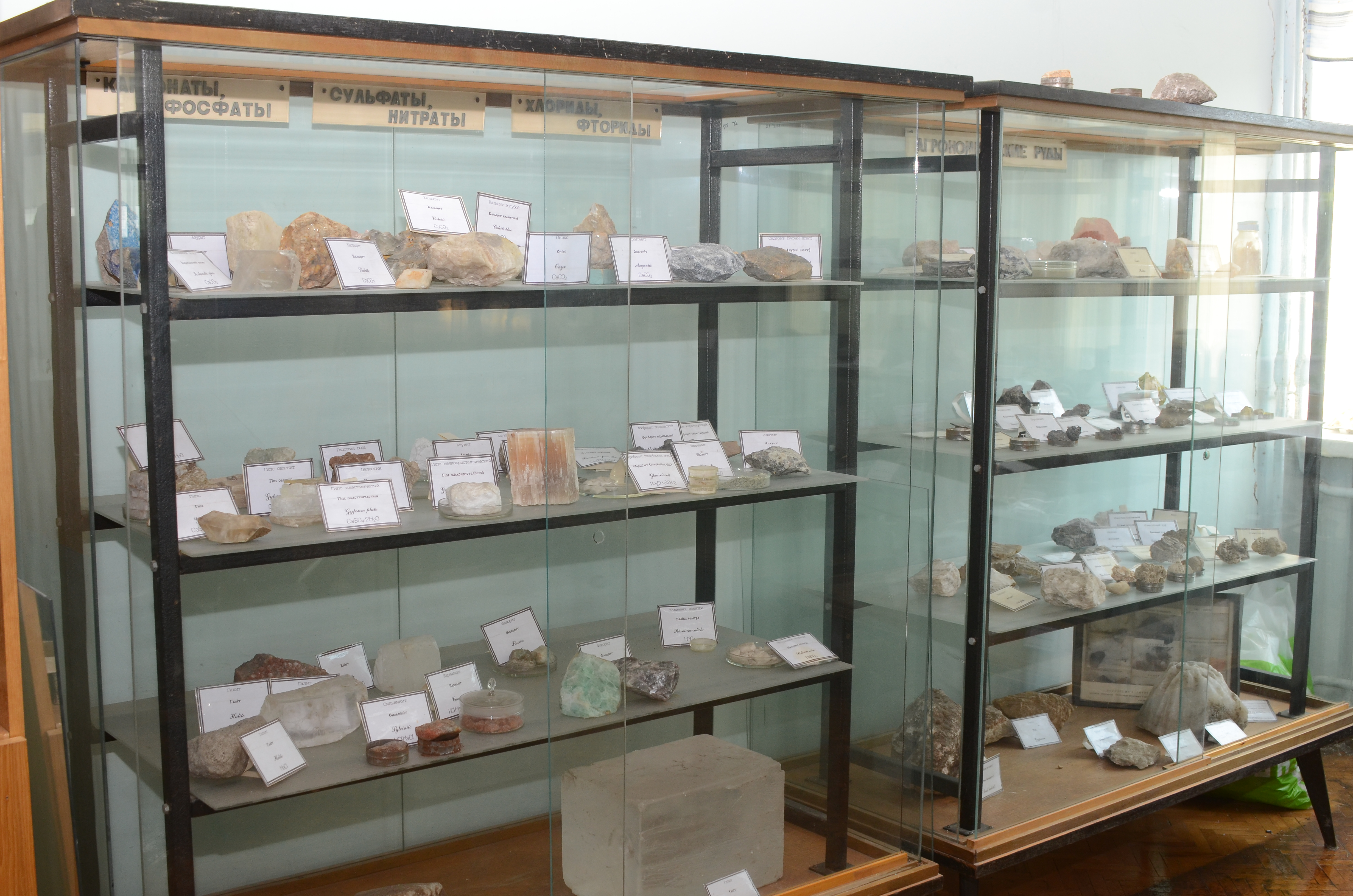
Експонати музею «геології і мінералогії»
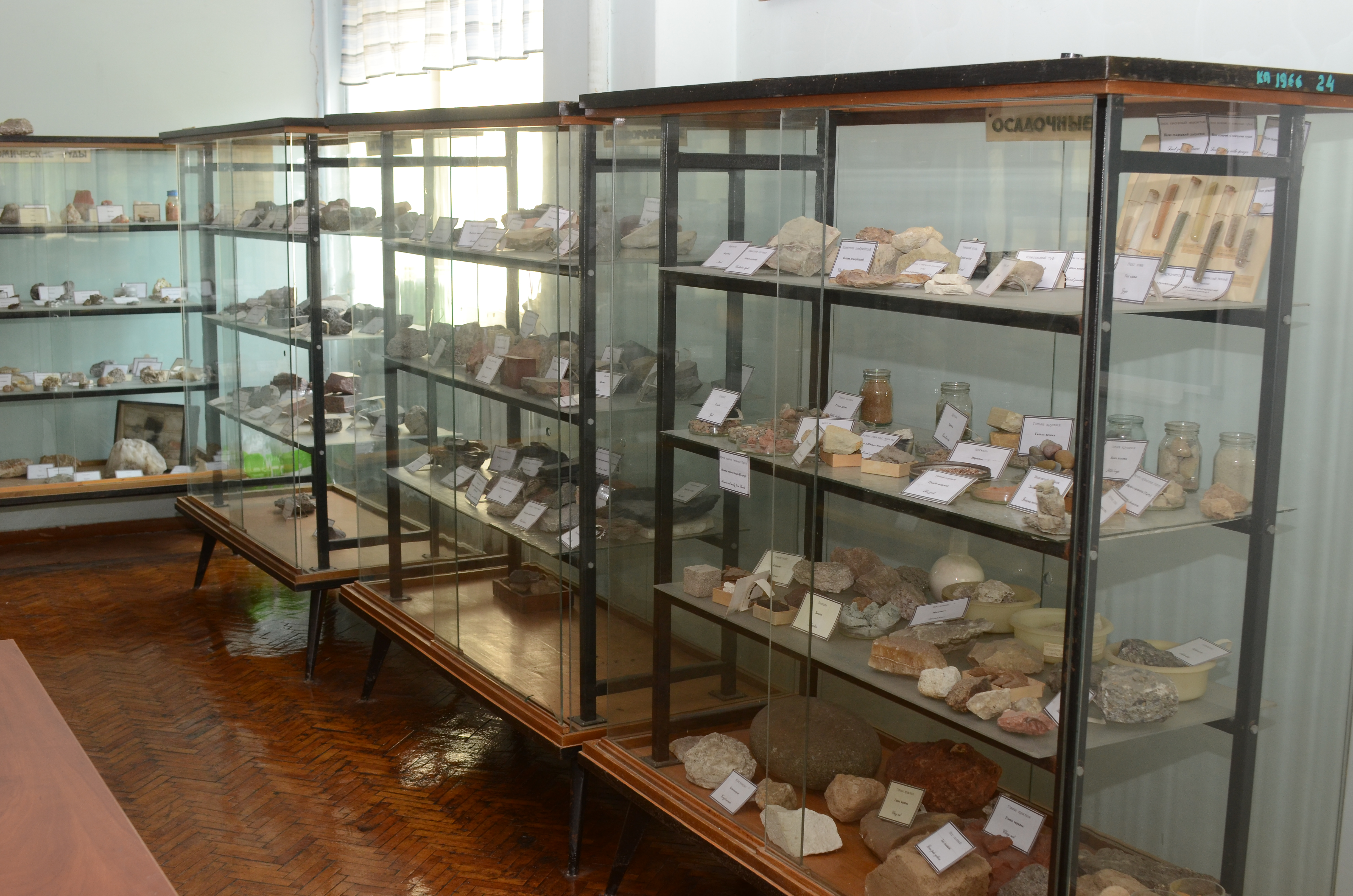
Кабінет-музей «геології і мінералогії»
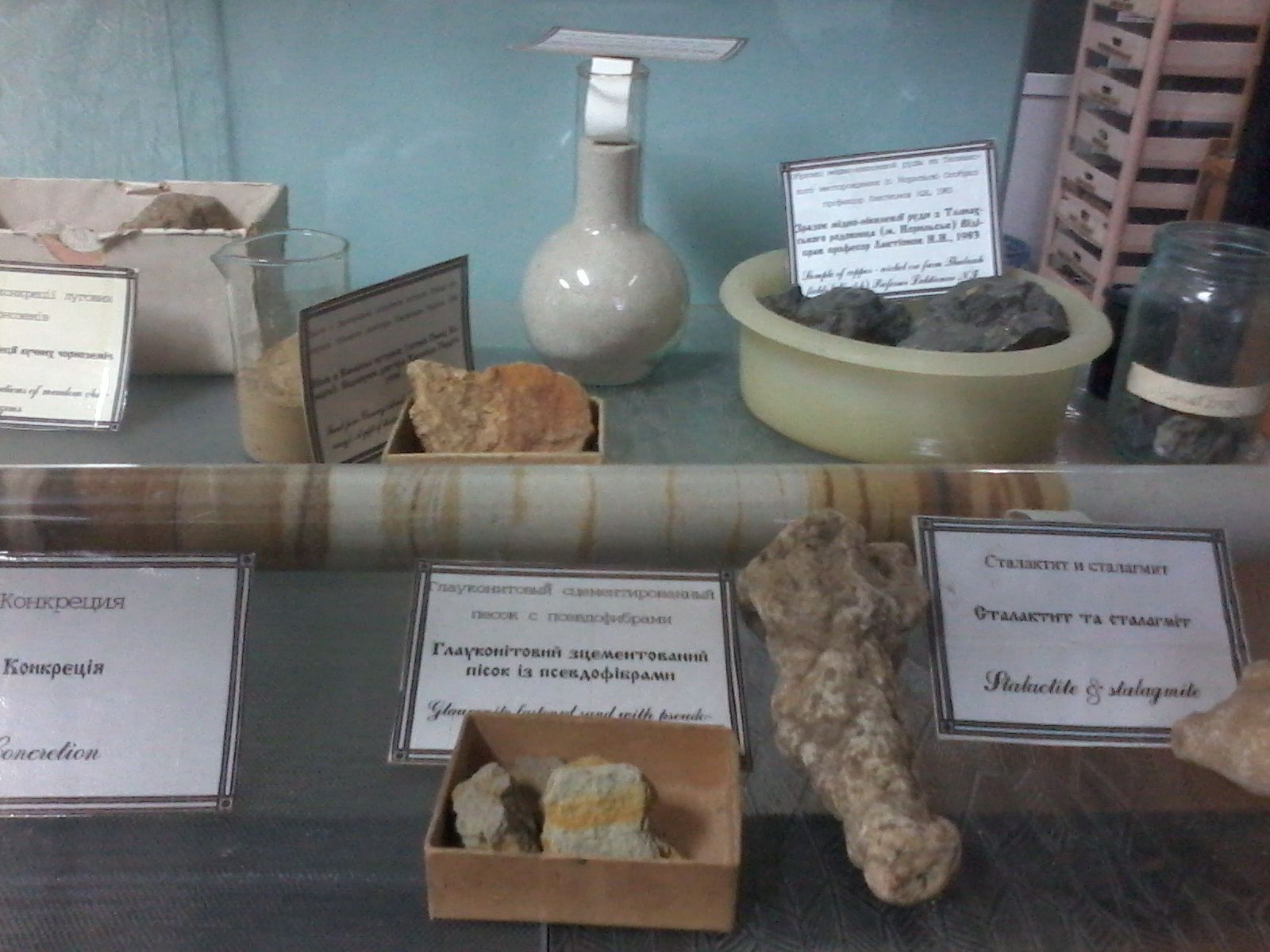

Різноманітна колекція мінералів і гірських порід музею умовно підрозділяється на п’ять складових частин: 1) колекція форм виділення; 2) колекція мінералів; 3) колекція гірських порід; 4) колекція агрономічних руд; 5) колекція зразків мінералів та порід, що були подаровані музею.[джерело?]
Зокрема:
1. Колекція форм виділення представлена експонатами, які ілюструють типові форми знаходження мінералів у природі. У музеї нараховується 67 окремих зразків. Найбільшою окрасою цієї частини колекції є друзи піриту, кальциту, псевдоморфози по дереву, кістках; кристали кварцу.
2. Колекція мінералів нараховує 340 експонатів, які розміщуються у шафах згідно їх хімічної класифікації. Найширше представлені силікати та алюмосилікати, які мають різний колір, зовнішні форми тощо.
3. Колеція гірських порід нараховує 210 експонатів магматичних, метаморфічних і осадових порід.
4. Колекція агрономічних руд включає зразки мінералів і гірських порід, які прямо чи опосередковано використовуються у сільському господарстві. Наприклад: фосфорити, апатити, селітри, гіпс, мергель, вапняки.
5. Колекція зразків мінералів і порід, що були подаровані музею, зібрані окремо експонати, які студенти нашого агроуніверситету відібрали у польових умовах, під час експедиційних практик із ґрунтознавства, геології тощо.[джерело?]
У музеї є окремо відібрані колекції гірських порід і мінералів для самостійного вивчення студентами у позаурочний час.[джерело?]